# Galleria di Piedicolle
La galleria di Piedicolle (in sloveno Bohinjski predor) è una galleria ferroviaria posta sulla linea Transalpina fra la stazione di Bohinjska Bistrica e quella di Piedicolle.

## Storia
La galleria fu costruita come parte della ferrovia Transalpina, costruita ai tempi dell'Impero austro-ungarico per offrire un nuovo sbocco al porto di Trieste, alternativo all'esistente Ferrovia Meridionale. La Transalpina fu attivata nel 1906.
Dopo la prima guerra mondiale e la conseguente disgregazione dell'Impero, la galleria si trovò divisa fra la Jugoslavia e l'Italia; l'esercizio passò alle ferrovie jugoslave, mentre la stazione di Piedicolle, posta immediatamente prima dell'imbocco meridionale, divenne stazione di confine fra la rete jugoslava e quella italiana.
Con l'ulteriore modifica dei confini successiva alla seconda guerra mondiale l'intero territorio passò alla Jugoslavia, e in seguito alla disgregazione di quello Stato alla Slovenia divenuta indipendente.